# T. Jefferson Parker Book Award
Der T. Jefferson Parker Book Award wird jährlich von der The Southern California Independent Booksellers Association (SCIBA) für den besten Kriminalroman des Vorjahres in der Kategorie Mystery & Thrillers verliehen. Die Auszeichnung erhalten nur in Kalifornien wohnhafte Schriftsteller; die Verleihung erfolgt auf einer jährlichen Veranstaltung der SCIBA, der Authors Feast & Trade Show (AFATS). SCIBA ist eine regionale Non-Profit-Organisation von Buchhändlern, Verlegern und anderen der Literatur verbundenen Unternehmen, die in Süd-Kalifornien und Süd-Nevada beheimatet sind.
Der Namensgeber der Auszeichnung war der Journalist und Kriminalschriftsteller T. Jefferson Parker, dreimaliger Preisträger des Edgar Allan Poe Award (2002, 2005 und 2009). Er wurde in Los Angeles geboren, wuchs dort auf, studierte, arbeitete dort und lebt bis heute in Kalifornien. Auch Parkers Romane spielen in seiner Heimat Kalifornien und brachten ihm die Anerkennung der SCIBA.

## Preisträger

### Bester Roman – Best Novel
| Jahr | Preisträger       | Originaltitel Verlag, Ort Jahr                               | Deutscher Titel Verlag, Ort Jahr                      |
| ---- | ----------------- | ------------------------------------------------------------ | ----------------------------------------------------- |
| 2008 | Joseph Wambaugh   | Hollywood Crows Little, Brown & Co., New York 2008           | Sunset Boulevard Bastei Lübbe, Bergisch Gladbach 2009 |
| 2009 | Debra M. Ginsberg | The Grift Shaye Areheart Books, New York 2008                |                                                       |
| 2010 | Robert Crais      | The First Rule G. P. Putnam’s sons, New York 2010            | Gesetz des Todes Heyne, München 2014                  |
| 2011 | Don Winslow       | Savages Simon & Schuster, New York 2010                      | Zeit des Zorns Suhrkamp, Berlin 2011                  |
| 2012 | Don Winslow       | The Kings of Cool Simon & Schuster, New York 2012            | Kings of Cool Suhrkamp, Berlin 2014                   |
| 2013 | Debra M. Ginsberg | What the Heart Remembers New American Library, New York 2012 |                                                       |
| 2014 | Naomi Hirahara    | Murder on Bamboo Lane Berkley Prime Crime, New York 2014     |                                                       |
| 2015 | Don Winslow       | The Cartel Knopf, New York 2015                              | Das Kartell Droemer, München 2015                     |
| 2016 | Noah Hawley       | Before the Fall Grand Central Publishing, New York 2016      | Vor dem Fall Goldmann, München 2016                   |
| 2017 | Don Winslow       | The Force William Morrow, New York 2017                      | Corruption Droemer, München 2017                      |
| 2018 | Janelle Brown     | Watch Me Disappear Spiegel & Grau, New York 2017             |                                                       |
| 2019 | Jonathan Lethem   | The Feral Detective Ecco, New York 2018                      | Der wilde Detektiv Tropen, Stuttgart 2019             |